# Lijst van voetbalinterlands Egypte - Tunesië
Deze lijst van voetbalinterlands is een overzicht van alle officiële voetbalwedstrijden tussen de nationale teams van Egypte en Tunesië. De landen hebben tot op heden 35 keer tegen elkaar gespeeld. De eerste ontmoeting was een kwalificatiewedstrijd voor het Wereldkampioenschap voetbal 1974 op 8 december 1972 in Caïro. Het laatste duel, een vriendschappelijke wedstrijd, werd gespeeld op 12 september 2023 in de Egyptische hoofdstad.

## Wedstrijden
| №  | Plaats     | Datum             | Competitie                   | Wedstrijd        | Uitslag |
| -- | ---------- | ----------------- | ---------------------------- | ---------------- | ------- |
| 1  | Caïro      | 8 december 1972   | WK 1974 kwalificatie         | Egypte − Tunesië | 2 − 1   |
| 2  | Radès      | 17 december 1972  | WK 1974 kwalificatie         | Tunesië − Egypte | 2 − 0   |
| 3  | Tripoli    | 15 augustus 1973  | Vriendschappelijk            | Tunesië − Egypte | 1 − 0   |
| 4  | Damascus   | 27 september 1974 | Vriendschappelijk            | Egypte − Tunesië | 0 − 2   |
| 5  | Caïro      | 17 april 1977     | Afrika Cup 1978 kwalificatie | Egypte − Tunesië | 2 − 2   |
| 6  | Tunis      | 1 mei 1977        | Afrika Cup 1978 kwalificatie | Tunesië − Egypte | 3 − 2   |
| 7  | Caïro      | 25 november 1977  | WK 1978 kwalificatie         | Egypte − Tunesië | 3 − 2   |
| 8  | Radès      | 11 december 1977  | WK 1978 kwalificatie         | Tunesië − Egypte | 4 − 1   |
| 9  | Caïro      | 14 augustus 1983  | Afrika Cup 1984 kwalificatie | Egypte − Tunesië | 1 − 0   |
| 10 | Tunis      | 28 augustus 1983  | Afrika Cup 1984 kwalificatie | Tunesië − Egypte | 0 − 0   |
| 11 | Amman      | 13 juli 1988      | Arab Nations Cup 1988        | Egypte − Tunesië | 1 − 0   |
| 12 | Radès      | 15 maart 1989     | Vriendschappelijk            | Tunesië − Egypte | 0 − 0   |
| 13 | Caïro      | 29 mei 1989       | Vriendschappelijk            | Egypte − Tunesië | 1 − 0   |
| 14 | Caïro      | 16 juni 1989      | Vriendschappelijk            | Egypte − Tunesië | 1 − 1   |
| 15 | Radès      | 7 november 1989   | Vriendschappelijk            | Tunesië − Egypte | 0 − 4   |
| 16 | Radès      | 14 april 1991     | Afrika Cup 1992 kwalificatie | Tunesië − Egypte | 2 − 2   |
| 17 | Caïro      | 26 juli 1991      | Afrika Cup 1992 kwalificatie | Egypte − Tunesië | 2 − 2   |
| 18 | Radès      | 7 november 1993   | Vriendschappelijk            | Tunesië − Egypte | 2 − 0   |
| 19 | Sousse     | 2 januari 1995    | Vriendschappelijk            | Tunesië − Egypte | 2 − 0   |
| 20 | Port Said  | 14 april 1995     | Vriendschappelijk            | Egypte − Tunesië | 1 − 0   |
| 21 | Ismaïlia   | 8 januari 1996    | Vriendschappelijk            | Egypte − Tunesië | 2 − 1   |
| 22 | Radès      | 12 januari 1997   | WK 1998 kwalificatie         | Tunesië − Egypte | 1 − 0   |
| 23 | Caïro      | 8 juni 1997       | WK 1998 kwalificatie         | Egypte − Tunesië | 0 − 0   |
| 24 | Kano       | 7 februari 2000   | Afrika Cup 2000              | Egypte − Tunesië | 0 − 1   |
| 25 | Bamako     | 25 januari 2002   | Afrika Cup 2002              | Egypte − Tunesië | 1 − 0   |
| 26 | Radès      | 20 november 2002  | Vriendschappelijk            | Tunesië − Egypte | 0 − 0   |
| 27 | Caïro      | 16 november 2005  | Vriendschappelijk            | Egypte − Tunesië | 1 − 2   |
| 28 | Abu Dhabi  | 16 oktober 2012   | Vriendschappelijk            | Egypte − Tunesië | 0 − 1   |
| 29 | Caïro      | 10 september 2014 | Afrika Cup 2015 kwalificatie | Egypte − Tunesië | 0 − 1   |
| 30 | Monastir   | 19 november 2014  | Afrika Cup 2015 kwalificatie | Tunesië − Egypte | 2 − 1   |
| 31 | Caïro      | 8 januari 2017    | Vriendschappelijk            | Egypte − Tunesië | 1 − 0   |
| 32 | Radès      | 11 juni 2017      | Afrika Cup 2019 kwalificatie | Tunesië − Egypte | 1 − 0   |
| 33 | Alexandrië | 16 november 2018  | Afrika Cup 2019 kwalificatie | Egypte − Tunesië | 3 − 2   |
| 34 | Doha       | 15 november 2021  | FIFA Arab Cup 2021           | Tunesië − Egypte | 1 − 0   |
| 35 | Caïro      | 12 september 2023 | Vriendschappelijk            | Egypte − Tunesië | 1 − 3   |

## Samenvatting
| Competitie              | Totaal gespeeld | Winst Egypte | Gelijk | Winst Tunesië | Doelsaldo Egypte – Tunesië |
| ----------------------- | --------------- | ------------ | ------ | ------------- | -------------------------- |
| WK-kwalificatie         | 6               | 2            | 1      | 3             | 6 − 10                     |
| Afrika Cup              | 2               | 1            | 0      | 1             | 1 − 1                      |
| Afrika Cup-kwalificatie | 10              | 2            | 4      | 4             | 13 − 15                    |
| FIFA Arab Cup           | 1               | 0            | 0      | 1             | 0 − 1                      |
| Arab Nations Cup        | 1               | 1            | 0      | 0             | 1 − 0                      |
| Vriendschappelijk       | 15              | 5            | 3      | 7             | 12 − 15                    |
| Totaal                  | 35              | 11           | 8      | 16            | 33 − 42                    |

Wedstrijden bepaald door strafschoppen worden, in lijn met de FIFA, als een gelijkspel gerekend.
EFA · A-internationals · Selecties · Bondscoaches · Egyptisch vrouwenelftal · Olympisch elftal · Egypte U21 · Egypte U20 · Egypte U19 · Egypte U18 · Egypte U17
1920 – 1929 · 
1930 – 1939 · 
1940 – 1949 · 
1950 – 1959 · 
1960 – 1969 · 
1970 – 1979 · 
1980 – 1989 · 
1990 – 1999 · 
2000 – 2009 · 
2010 – 2019 ·
2020 − 2029
WK 1934 · 
WK 1990 · 
WK 2018
OS 1924 · 
OS 1928 · 
OS 1936 · 
OS 1948 · 
OS 1952 · 
OS 1960 · 
OS 1964 · 
OS 1968 · 
OS 1992 · 
OS 2012 · 
OS 2020
1920 · 
1921–1923 · 
1924 · 
1925–1927 · 
1928 · 
1929–1931 · 
1932 · 
1933 · 
1934 · 
1935 · 
1936 · 
1937–1947 · 
1948 · 
1949 · 
1950 · 
1952 · 
1952 · 
1953 · 
1954 · 
1955 · 
1956 · 
1957 · 
1958 · 
1959 · 
1960 · 
1961 · 
1962 · 
1963 · 
1964 · 
1965 · 
1966 · 
1967 · 
1968 · 
1969 · 
1970 · 
1971 · 
1972 · 
1973 · 
1974 · 
1975 · 
1976 · 
1977 · 
1978 · 
1979 · 
1980 · 
1981 · 
1982 · 
1983 · 
1984 · 
1985 · 
1986 · 
1987 · 
1988 · 
1989 · 
1990 · 
1991 · 
1992 · 
1993 · 
1994 · 
1995 · 
1996 · 
1997 · 
1998 · 
1999 · 
2000 · 
2001 · 
2002 · 
2003 · 
2004 · 
2005 · 
2006 · 
2007 · 
2008 · 
2009 · 
2010 · 
2011 · 
2012 ·
2013 ·
2014 ·
2015 ·
2016 ·
2017 ·
2018 ·
2019 ·
2020 ·
2021 ·
2022 ·
2023 ·
2024
Algerije ·
Angola ·
Argentinië ·
Australië ·
Bahrein ·
België ·
Benin ·
Bolivia ·
Bosnië en Herzegovina ·
Botswana ·
Brazilië ·
Bulgarije ·
Burkina Faso ·
Burundi ·
Canada ·
Centraal-Afrikaanse Republiek ·
Chili ·
China ·
Colombia ·
Comoren ·
Congo-Brazzaville ·
Congo-Kinshasa ·
DDR ·
Denemarken ·
Djibouti ·
Duitsland ·
Engeland ·
Equatoriaal-Guinea ·
Estland ·
Ethiopië ·
Finland ·
Frankrijk ·
Gabon ·
Georgië ·
Ghana ·
Griekenland ·
Guinee ·
Guinee-Bissau ·
Hongarije ·
Ierland ·
Indonesië ·
Irak ·
Iran ·
Italië ·
Ivoorkust ·
Jamaica ·
Japan ·
Jemen ·
Joegoslavië ·
Jordanië ·
Kaapverdië ·
Kameroen ·
Kenia ·
Koeweit ·
Kroatië ·
Libanon ·
Liberia ·
Libië ·
Litouwen ·
Luxemburg ·
Madagaskar ·
Malawi ·
Mali ·
Malta ·
Marokko ·
Mauritanië ·
Mauritius ·
Mexico ·
Mozambique ·
Namibië ·
Nederland ·
Nieuw-Zeeland ·
Niger ·
Nigeria ·
Noord-Korea ·
Noord-Macedonië ·
Noorwegen ·
Oeganda ·
Oman ·
Oostenrijk ·
Palestina ·
Polen ·
Portugal ·
Qatar ·
Roemenië ·
Rusland ·
Rwanda ·
Saoedi-Arabië ·
Schotland ·
Senegal ·
Sierra Leone ·
Slowakije ·
Soedan ·
Somalië ·
Spanje ·
Swaziland ·
Syrië ·
Tanzania ·
Thailand ·
Togo ·
Trinidad en Tobago ·
Tsjaad ·
Tsjecho-Slowakije ·
Tunesië ·
Turkije ·
Uruguay ·
Verenigde Arabische Emiraten ·
Verenigde Staten ·
Wit-Rusland ·
Zambia ·
Zimbabwe ·
Zuid-Afrika ·
Zuid-Jemen ·
Zuid-Korea ·
Zuid-Soedan ·
Zweden ·
Zwitserland
Kameroen (2017) ·
Rusland (2018) ·
Saoedi-Arabië (2018) ·
Uruguay (2018)
FTF · A-internationals · Selecties · Bondscoaches · Tunesisch vrouwenelftal · Olympisch elftal · Tunesië U21 · Tunesië U20 · Tunesië U19 · Tunesië U18 · Tunesië U17
1950 – 1959 · 
1960 – 1969 · 
1970 – 1979 · 
1980 – 1989 · 
1990 – 1999 · 
2000 – 2009 · 
2010 – 2019 ·
2020 − 2029
WK 1978 · 
WK 1998 · 
WK 2002 · 
WK 2006 · 
WK 2018
OS 1960 · 
OS 1988 · 
OS 1996 · 
OS 2004
1957 · 
1958 · 
1959 · 
1960 · 
1961 · 
1962 · 
1963 · 
1964 · 
1965 · 
1966 · 
1967 · 
1968 · 
1969 · 
1970 · 
1971 · 
1972 · 
1973 · 
1974 · 
1975 · 
1976 · 
1977 · 
1978 · 
1979 · 
1980 · 
1981 · 
1982 · 
1983 · 
1984 · 
1985 · 
1986 · 
1987 · 
1988 · 
1989 · 
1990 · 
1991 · 
1992 · 
1993 · 
1994 · 
1995 · 
1996 · 
1997 · 
1998 · 
1999 · 
2000 · 
2001 · 
2002 · 
2003 · 
2004 · 
2005 · 
2006 · 
2007 · 
2008 · 
2009 · 
2010 · 
2011 · 
2012 · 
2013 · 
2014 · 
2015 · 
2016 ·
2017 ·
2018 ·
2019 ·
2020 ·
2021 ·
2022 ·
2023 ·
2024
Algerije ·
Angola ·
Argentinië ·
Australië ·
Bahrein ·
België ·
Benin ·
Bosnië en Herzegovina ·
Botswana ·
Brazilië ·
Bulgarije ·
Burkina Faso ·
Burundi ·
Canada ·
Centraal-Afrikaanse Republiek ·
Chili ·
China ·
Colombia ·
Comoren ·
Congo-Brazzaville ·
Congo-Kinshasa ·
Costa Rica ·
Denemarken ·
Djibouti ·
Duitse Democratische Republiek ·
Duitsland ·
Egypte ·
Engeland ·
Equatoriaal-Guinea ·
Ethiopië ·
Finland ·
Frankrijk ·
Gabon ·
Gambia ·
Georgië ·
Ghana ·
Guinee ·
Ierland ·
IJsland ·
Irak ·
Iran ·
Italië ·
Ivoorkust ·
Japan ·
Joegoslavië ·
Jordanië ·
Kaapverdië ·
Kameroen ·
Kenia ·
Koeweit ·
Kroatië ·
Letland ·
Libanon ·
Liberia ·
Libië ·
Madagaskar ·
Malawi ·
Mali ·
Malta ·
Marokko ·
Mauritanië ·
Mauritius ·
Mexico ·
Mozambique ·
Namibië ·
Nederland ·
Nieuw-Zeeland ·
Niger ·
Nigeria ·
Noorwegen ·
Oeganda ·
Oekraïne ·
Oman ·
Oostenrijk ·
Panama ·
Peru ·
Polen ·
Portugal ·
Qatar ·
Roemenië ·
Rusland ·
Rwanda ·
Saoedi-Arabië ·
Sao Tomé en Principe ·
Senegal ·
Servië en Montenegro ·
Seychellen ·
Sierra Leone ·
Slovenië ·
Soedan ·
Somalië ·
Sovjet-Unie ·
Spanje ·
Swaziland ·
Syrië ·
Tanzania ·
Togo ·
Tsjaad ·
Turkije ·
Uruguay ·
Verenigde Arabische Emiraten ·
Verenigde Staten ·
Wales ·
Wit-Rusland ·
Zambia ·
Zimbabwe ·
Zuid-Afrika ·
Zuid-Jemen ·
Zuid-Korea ·
Zweden ·
Zwitserland
België (2018) ·
Engeland (2018) ·
Oekraïne (2006) ·
Panama (2018) ·
Saoedi-Arabië (2006) · 
Spanje (2006)